# 宮原村 (広島県)
宮原村（みやはらむら）は、広島県安芸郡にあった村。現在の呉市の一部にあたる。呉鎮守府開庁に伴う用地買収により一時期、人口が減少した。

## 地理
- 海洋：広島湾
- 山岳：休山[1]

## 歴史
- 1889年（明治22年）4月1日、町村制の施行により、安芸郡宮原村が単独で村制施行し、宮原村が発足[1][2]。
- 1902年（明治35年）10月1日、安芸郡二川町、荘山田村、和庄町と合併し、市制施行し呉市を新設して廃止された[1][2]。

### 地名の由来
次の二説あり。
1. 神武天皇駐在の伝説にちなむ。
2. 地形や農業に関係する。

## 産業
- 農業、漁業[1]。

## 交通

### 港湾
- 呉港[1]

## 海軍
- 1889年（明治22年）呉鎮守府開庁[1]。
- 1891年（明治24年）第1船渠竣工[1]。
- 1895年（明治28年）仮設兵器製造所設立[1]。1897年（明治30年）呉海軍造兵廠に改称[1]。
- 1897年（明治30年）造船部、呉海軍造兵廠に改称[1]。